# Francesco Coco
Francesco Coco (nascut el 8 de gener de 1977 a Paternò) és un exfutbolista italià que ocupava la posició de lateral esquerre.